# The Grange (Toronto)
Pour les articles homonymes, voir The Grange.
The Grange est une résidence historique située à Toronto, 317, Dundas Street, à l'extrémité d'un parc boisé du centre-ville.
Construite vers 1817 en briques dans le style classique britannique, elle a été reconnue Lieu historique national du Canada en 1970.
Elle fait à présent partie du Musée des beaux-arts de l’Ontario.